# Малан, Стефан
Стефан Малан (англ. Stephan Malan; род. 24 сентября 1994 года, Претория) — южноафриканский регбист, игрок третьей линии клуба «Локомотив-Пенза».

## Биография
После окончания учебы Стефан попал в молодежный состав команды «Грикуас». Занял с молодежным составом 5-е место и на следующий год был принят во взрослую команду. Дебютировал во взрослом регби в 3-м туре Кубка Vodacom 2015 против «Бордер Булдогз». В дальнейшем сыграл во всех матчах. «Грикуас» заняли второе место в своей зоне, однако в четвертьфинале проиграли будущим чемпионам «Пумас». В дальнейшем игрок выступал за молодежку «Леопардов». В молодежном первенстве сыграл 12 матчей, отметился попыткой. Сезон 2017-18 годов начал за молодежь «Читаз», с течением времени попал в основной состав и совершил три выхода на замену в рамках «Про14». Перед стартом сезона 2019 года перешел в итальянский клуб «Лацио». Дебютировал против «Кальвизано». Всего в чемпионате Италии провел 8 игр, отметился одной попыткой. 
В январе 2020 года перешел в российскую команду «Стрела».